# 3748-as busz
A 3748-as jelzésű autóbuszvonal Miskolc, Emőd és Kács között húzódó regionális vonal, amelyet a MÁV Személyszállítási Zrt. üzemeltet.

## Útvonala
A miskolci autóbusz-állomásról indul. A 3-as főúton kezdi el útját Mezőkövesd felé, odairányban a főúton, visszirányban a Csabai kapun és a Corvin utcán át közlekedik, melyek a város egyik jelentősebb csomópontjában, a miskolctapolcai elágazásnál érnek össze. Hejőcsaba és Görömböly városrészei mentén hagyja el a várost, párhuzamosan a Budapest–Sátoraljaújhely-vasútvonallal.
Első települését, Mályit az egykori téglagyára felől közelíti meg, majd a főúton tartózkodva szeli át, a környék egyik nevezetességének számító Mályi-tavat nem érintve. Innen déli irányban Nyékládháza következik, amelyen belül követi a főút nyomvonalát a Szemere Bertalan utcában. Miután a 35-ös főútra leágaznak a Tiszaújváros felé közlekedő buszok, tovább megy Adorjántanyára, ami a vele szomszédos Emődnek a külterülete. Kelet-nyugati irányban átszeli a települést, egyedüli módon a vasútállomásához kettő járat kitérést tesz, valamint a Bükkaranyos felé eső csücskét a legtöbbször útvonalára fűzi. A 3-as főút különlegessége, hogy a hegységet és a síkságot kettéválasztja, mely itt is igaznak bizonyul, mivel jobb oldalt a Bükk-hegység, Harsány és Kisgyőr fekszik, bal oldalt az Alföldön átívelő csatornák, lapos tájak a jellemzőek. Továbbhajt Vattára, ami az Eger–Laskó–Csincse-vízrendszernek egyik falva, mert a Csincse-patak keresztülfolyik nemsokkal később az erről elnevezett falu kereszteződése után. Később a borsodgeszti és harsányi csomópontban hétvégi délutánokon a zsákfalu is érintett. Utána a 247 kilométeres főút egyik 2×2 sávos szakaszán suhan be Bükkábrányba, ahol eltávolodik a főúttól a helyi iskola irányába.
A következő kettő falura egyaránt jellemző, hogy a 25 122-es mellékút vágja félbe őket, valamint hogy Mezőkövesd felől vannak sűrűbb összeköttetésben, hétköznapi reggeleken pedig Eger városába is biztosított az eljutás. Míg a környék nem tartozik bele az Egri borvidékbe, Tibolddarócon is elterjedtek a pincészetek, vendéglátóhelyek. A Kácsi-patak kanyarulatai között érkezik a vonal végállomására, Kács településre, melynek buszfordulójában, az emlékműve, forrása és temploma környezetében ér célba.

## Közlekedése
Indításai minden nap történnek, napi kettő járatpár köti össze Miskolcot és Kácsot (ebből egy járatpár különböző időpontokban indul munkanapokon és hétvégén). Régebben vasárnapokon rövidített útvonalon közlekedett Bükkábrányig/-tól, valamint nagyobb jelentőséget kapott az emődi állomáson a buszforgalom és a kettő település közötti átszállásmentes indítások száma.

### Törzsjárművei
- az NZM-432 rendszámú Credo Econell 12,
- az RTR-830 rendszámú Credo Econell 12 autóbuszok.

| Viszonylat                     | Indításszám | Közlekedési rend |
| ------------------------------ | ----------- | ---------------- |
| Miskolc, aut. áll. – Kács, kh. | 2 pár       | naponta          |

## Megállóhelyei
| 0                                               | Miskolc, autóbusz-állomás végállomás | 0.0 km  | 1, 1G, 3, 3A, 4, 7, 11, 12G, 20, 20A, 24, 28, 32, 34G, 35, 43, 44, 45, 101B, 900, 914, 935 1050, 1053, 1369, 1370, 1372, 1373, 1374, 1375, 1376, 1377, 1380, 1381, 1383, 1384, 1410, 1411 3700, 3701, 3702, 3703, 3704, 3705, 3706, 3707, 3708, 3709, 3710, 3711, 3712, 3714, 3715, 3716, 3717, 3718, 3719, 3720, 3721, 3722, 3723, 3724, 3726, 3727, 3728, 3729, 3730, 3731, 3733, 3734, 3735, 3736, 3737, 3738, 3739, 3740, 3741, 3742, 3743, 3744, 3745, 3746, 3747, 3749, 3750, 3751, 3752, 3753, 3754, 3755, 3757, 3760, 3761, 3764, 3765, 3766, 3767, 3770, 3772, 3773, 3774, 3775, 3776, 3777, 4019 |
| 1                                               | Miskolc, Vörösmarty út (↓)           | 1.0 km  | 3A, 14G, 21, 21G, 24, 32, 35, 45, 901, Auchan 1 1050, 1369, 1370, 1372, 1375, 1376, 1377, 1380, 1381 3738, 3739, 3740, 3741, 3742, 3743, 3744, 3745, 3746, 3747, 3749, 3750, 3751, 3752, 4019 |
| ∫                                               | Miskolc, Corvin utca (↑)             | ∫       | 20, 20A, 28, 34, 35, 43, 44, Auchan 1 1369, 1370, 1372, 1375, 1376, 1377, 1410 3738, 3739, 3740, 3741, 3742, 3743, 3744, 3745, 3746, 3747, 3749, 3750, 3751, 3752, 4019 |
| 2                                               | Miskolc, Lévay József utca (↓)       | 1.8 km  | 4, 30, 31, 32, 35G, 45 1369, 1370, 1377, 1381 3738, 3739, 3740, 3741, 3742, 3743, 3744, 3745, 3746, 3747, 3749, 3750, 3751, 3752, 4019 |
| ∫                                               | Miskolc, SZTK rendelő (↑)            | ∫       | 14, 20, 20A, 21, 30, 31, 34, 36, 43, 44, 900, 914, 935 1369, 1370, 1377 3738, 3739, 3740, 3741, 3742, 3743, 3744, 3745, 3746, 3747, 3749, 3750, 3751, 3752, 4019 |
| 3                                               | Miskolctapolcai elágazás             | 3.2 km  | 4, 14, 20, 20A, 24, 30, 32, 34, 36, 43, 44, 45, 900, 914, 935 1050, 1369, 1370, 1372, 1373, 1374, 1375, 1376, 1377, 1380, 1381, 1410, 1411 3738, 3739, 3740, 3741, 3742, 3743, 3744, 3745, 3746, 3747, 3749, 3750, 3751, 3752, 4019 |
| 4                                               | Miskolc (Hejőcsaba), gyógyszertár    | 4.3 km  | 4, 14, 43, 44, 45, 900, 914 1377, 1381 3738, 3739, 3740, 3741, 3742, 3743, 3744, 3745, 3746, 3747, 3749, 3750, 3751, 3752, 4019 |
| 5                                               | Miskolc (Hejőcsaba), cementgyár      | 5.0 km  | 4, 14, 43, 44, 45, 900, 914 1377, 1381 3738, 3739, 3740, 3741, 3742, 3743, 3744, 3745, 3746, 3747, 3749, 3750, 3751, 3752, 4019 |
| 6                                               | Miskolc, Görömböly bejárati út (↓)   | 5.8 km  | 4, 43, 44, 53 1377, 1381 3738, 3739, 3740, 3741, 3742, 3743, 3744, 3745, 3746, 3747, 3749, 3750, 3751, 3752, 4019 |
| 7                                               | Miskolc, harsányi útelágazás         | 6.5 km  | 4, 43, 44, 53 1050, 1369, 1372, 1375, 1376, 1377, 1381 3738, 3739, 3740, 3741, 3742, 3743, 3744, 3745, 3746, 3747, 3749, 3750, 3751, 3752, 4019 |
| 8                                               | Miskolci Állami Gazdaság             | 8.8 km  | 1377, 1381 3739, 3740, 3741, 3742, 3743, 3744, 3745, 3747, 3749, 3750, 4019 |
| 9                                               | Mályi, Agroker bejárati út           | 9.7 km  | 1370, 1377, 1381 3739, 3740, 3741, 3742, 3743, 3744, 3745, 3747, 3749, 3750, 4019 |
| 10                                              | Mályi, téglagyár                     | 10.3 km | 1370, 1377, 1381 3739, 3740, 3741, 3742, 3743, 3744, 3745, 3747, 3749, 3750, 4019 |
| 11                                              | Mályi, bolt                          | 11.1 km | 1050, 1369, 1370, 1372, 1375, 1376, 1377, 1380, 1381, 1410 3739, 3740, 3741, 3742, 3743, 3744, 3745, 3747, 3749, 3750, 4019 |
| 12                                              | Mályi, lakótelep                     | 11.8 km | 1377, 1381 3739, 3741, 3742, 3743, 3744, 3745, 3747, 3749, 3750, 4019 |
| 13                                              | Nyékládháza, Szemere utca 53.        | 14.1 km | 1050, 1369, 1370, 1372, 1375, 1376, 1377, 1380, 1381, 1410 3745, 3747, 3749, 3750, 4019 |
| 14                                              | Nyékládháza, Pótkerék Csárda         | 15.9 km | 1377, 1381 3747, 3749, 3750, 4019 |
| 15                                              | Emőd, Adorjántanya bejárati út       | 18.5 km | 1377, 1381 3747, 3749, 3750, 4019 |
| 16                                              | Emőd, ABC áruház                     | 20.8 km | 1050, 1375, 1376, 1377, 1380, 1381 3747, 3749, 3750, 4019 |
| Hétvégén 1 alkalommal nem érintett.             |                                      |         | |
| 17                                              | Emőd, orvosi rendelő                 | 21.4 km | 1377 3749, 3750, 4019 |
| 18                                              | Emőd, autóbusz-váróterem             | 21.8 km | 1377 3749, 3750, 4019 |
| 19                                              | Emőd, autóbusz-forduló               | 22.5 km | 1377 3749, 3750, 4019 |
| 20                                              | Emőd, autóbusz-váróterem             | 23.2 km | 1377 3749, 3750, 4019 |
| 21                                              | Emőd, orvosi rendelő                 | 23.6 km | 1377 3749, 3750, 4019 |
| Munkanapokon 2; hétvégén 1 alkalommal érintett. |                                      |         | |
| ∫                                               | Emőd vasútállomás                    | ∫       | sebesvonat, személyvonat – Emőd (80) |
| 22                                              | Emőd, Bagolyvár Csárda               | 25.0 km | 1050, 1375, 1376, 1377, 1380, 1381 3747, 3749, 3750, 4019 |
| 23                                              | Vatta, Kossuth utca 30.              | 29.6 km | 1050, 1375, 1376, 1377, 1380, 1381 3747, 3749, 3750, 4019 |
| 24                                              | Vatta, híd                           | 30.4 km | 1050, 1375, 1376, 1377, 1380, 1381 3747, 3749, 3750, 4019 |
| Hétvégén 1 alkalommal érintett.                 |                                      |         | |
| ∫                                               | Borsodgeszt, autóbusz-váróterem      | ∫       | 3750 |
| 25                                              | Bükkábrány, bolt                     | 36.3 km | 1050, 1375, 1376, 1377, 1380, 1381 3746, 3747, 3749, 4006, 4007, 4019, 4022 |
| 26                                              | Bükkábrány, iskola                   | 36.7 km | 4007, 4022 |
| 27                                              | Balmaztanya                          | 40.3 km | 4007, 4022 |
| 28                                              | Tibolddaróc, Mikszáthtelep           | 41.2 km | 4007, 4022 |
| 29                                              | Tibolddaróc, autóbusz-váróterem      | 42.0 km | 4007, 4022 |
| 30                                              | Tibolddaróc, felső                   | 42.4 km | 4007, 4022 |
| 31                                              | Árpádtanya                           | 44.6 km | 4007, 4022 |
| 32                                              | Kács, Kismalom utca 3.               | 45.4 km | 4007, 4022 |
| 33                                              | Kács, Fő utca 120.                   | 45.9 km | 4007, 4022 |
| 34                                              | Kács, községháza végállomás          | 46.6 km | 4007, 4022 |